# Baruch Goldstein
Pour les articles homonymes, voir Goldstein.
Baruch Kappel Goldstein, né le 9 décembre 1956 à Brooklyn sous le nom de Benjamin Carl Goldstein et mort le 25 février 1994 à Hébron en Israël, est un terroriste sioniste américano-israélien connu pour avoir été l'auteur du massacre d'Hébron de 1994. Il y tue 29 Palestiniens musulmans en prière et en blesse environ 125 autres avec une arme à feu automatique, avant d'être maîtrisé et battu à mort, avec un extincteur, par les survivants de l'attaque.
Sa mort et son acte sont régulièrement commémorés par une frange de l'extrême-droite israélienne au cimetière de la ville israélienne de Kiryat Arba où il est enterré. À la suite de l'adoption de la législation de 1999 interdisant les monuments aux terroristes, son caveau funéraire est démantelé par l'armée israélienne.

## Vie privée
Il est né dans le quartier de Brooklyn à New York, d'une famille juive orthodoxe. 
Il est marié et père de quatre enfants. Son épouse se prénomme Myriam. C'est le rabbin Meir Kahane dont il est un disciple qui les a unis, sur la rampe d'accès au mont du Temple et non, comme Goldstein le souhaitait, sur le mont du Temple lui-même.
Il a suivi des études religieuses dans une Yeshiva et des études médicales à l'Albert Einstein College of Medicine. Devenu médecin, il a émigré en Israël et s'est engagé dans l'armée israélienne comme médecin militaire.

## Engagement politique
En 1984, il se présente aux élections législatives sur la liste du Kach.
Après avoir fait son aliyah, il servit dans l'armée israélienne en tant que médecin d'abord comme appelé puis réserviste. 
En 1985, lors d'une opération militaire, un soldat israélien tira dans les jambes d'un Palestinien. Celui-ci fut conduit à l'hôpital où le Dr Goldstein se trouvait en service. Selon un témoignage anonyme Baruch Goldstein aurait refusé de lui dispenser des soins et après avoir été menacé de passer en cour martiale, il aurait déclaré : « Je ne suis pas disposé à soigner des non-juifs. Je ne reconnais que deux autorités religieuses : Maïmonide et Meir Kahane ». Toutefois deux témoins, le docteur Manfred Lehman et le docteur Chaim Simons nient cet événement, cité dans le rapport de la commission Shamgar. De plus, il avait précédemment apporté des soins médicaux d'urgence à au moins un patient palestinien et en avait soigné plusieurs autres durant son service.
Malgré cette accusation, il fut maintenu à son poste de médecin militaire. 
En novembre 1990, à la suite de l'assassinat à New York du rabbin Meir Kahane, Goldstein diffuse un tract menaçant : « de nombreux actes de vengeance interviendront après la perte d'une vie juive, et surtout après la perte aussi importante d'un juste ».
En 1993, il est accusé [Par qui ?] d'avoir versé de l'acide sur les tapis de la mosquée du caveau des Patriarches qu'il fréquente régulièrement. 
En tant que principal médecin d'urgence de Kiryat Arba, Goldstein a également été impliqué dans le traitement des victimes du terrorisme palestinien. En particulier le 6 décembre 1993, son ami proche Mordechai Lapid ainsi que son fils Shalom Lapid sont tués par des terroristes palestiniens à Hébron. En tant qu'intervenant d'urgence, Goldstein intervient sur la scène du meurtre, où il aurait qualifié les terroristes de nazis.
Selon le journaliste israélienne Sigal Magrisso, « Goldstein a vécu avec le sentiment d'être trahi par son pays et ce sentiment a grandi avec la signature des accords d'Oslo. Il affirmait que ces Arabes étaient "des nazis de notre époque" et avait l'habitude de se promener avec des étoiles jaunes sur ses vêtements avec le mot "JUDE".».
Après avoir quitté l'armée, il s'installa dans la colonie de Kiryat Arba près d'Hébron, où il exerça sa profession de médecin.

## Le massacre du caveau des Patriarches
Le 25 février 1994, jour de la fête de Pourim, qui constitue pour les Juifs la commémoration de la délivrance miraculeuse d’un massacre de grande ampleur, planifié à leur encontre par Haman l’Agaggite dans tout l’Empire perse 2 500 ans auparavant, Baruch Goldstein pénétra dans la mosquée du Caveau des Patriarches à Hébron, vêtu de son uniforme de capitaine et, armé d'un fusil mitrailleur, massacra 29 musulmans et en blessa 125 autres. Tandis qu'il rechargeait son arme, les survivants le neutralisèrent et le battirent à mort.
Selon Ehud Sprinzak, ce massacre est une manifestation d'un messianisme en crise.

## Réactions israéliennes au massacre du tombeau des Patriarches

### Condamnation par le gouvernement israélien
Le Premier ministre israélien Yitzhak Rabin condamne le massacre, décrivant son auteur comme un « meurtrier dégénéré ».

### Apologie par une frange de l’extrême droite
Un rabbin Yitzchak Ginsburgh, responsable de l'école talmudique de la tombe de Joseph à Naplouse, considéré comme un « extrémiste bien connu » par Chaim Levinson, et comme un raciste par Allan Brownfeld, supervise un ouvrage collectif de 550 pages intitulé Baruch Hagever (ברוך הגבר) — qui signifie en hébreu « Baruch l'homme ». Cet ouvrage collectif tente de justifier le geste de Goldstein. Il reprend le titre et les idées d'une brochure publiée en 1994 par Ginsburgh qui, selon Sprinzak, lui donne son thème principal. Selon Itamar Ben Gvir, le livre, publié en mars 1995, s'est vendu rapidement à plus de 6 000 exemplaires. L'un des quatre auteurs, le rabbin Ido Alba, est condamné à 18 mois de prison, tandis que Yitzchak Ginsburgh est placé en détention préventive pour une période de deux mois en 1996. Les charges contre Ginsburgh seront abandonnées. L'éditeur de l'ouvrage collectif, Michael Ben-Horin, est condamné en 1995 à huit mois de prison pour incitation au racisme,. 
Les mouvements Kach et Kahane Chai, parti israélien nationaliste-religieux, dont Baruch Goldstein était proche, furent interdits par les autorités israéliennes au titre des lois antiterroristes.

### Funérailles
Parallèlement à la condamnation publique du massacre, le président Weizman négocie longuement avec la famille de Goldstein le déroulement de ses funérailles et l'armée interdit l'enterrement dans le cimetière de Hébron citant des raisons sécuritaires. Selon un article d'Uzi Benziman publié par Haaretz, un membre du cabinet du président Weizman, intervenu auprès de l'armée, qui pour demander les raisons de cette interdiction, se serait fait répondre que « l'armée craignait que les arabes ne profanent la tombe de Goldstein et emportent son corps ». Un compromis est trouvé : le cortège funèbre est autorisé à défiler dans les rues de Jérusalem avant un enterrement à Kiryat Arba,. Selon Yediot Aharonot, des milliers de personnes se joignent au cortège à Jérusalem, « se fondant en une seule personne collective unie par une haine brûlante des médias israéliens, du méchant gouvernement et, par-dessus tout, de quiconque oserait critiquer le meurtre ».
Dov Lior, le principal rabbin de Kiryat Arba, auquel Goldstein s'était adressé pour son instruction religieuse et décrit à l'époque comme un « savant talmudiste » et un « rabbin de droite de premier plan », déclare dans l'homélie funéraire qu'il prononce devant un millier de personnes à Kiryat Arba que Goldstein est « plus saint que tous les martyrs de la Shoah », conduit au désespoir par l'inaction du gouvernement contre le terrorisme arabe. Dans une lettre ouverte publiée deux mois après les funérailles de Goldstein par le magazine Meimad, Dov Lior se dit « surpris que de grands spécialistes de la Torah aimant Israël aient été prompts à porter des jugements sans connaître l'arrière-plan et les circonstances qui l'ont forcé à cet acte [...] Des gens mouraient devant lui et il avait entendu crier « Tuez les Juifs ! » dans le caveau le jour de Pourim [...] Je suppose que tout cela réuni l'a conduit à cet acte extrême. Je ne prends pas position mais je lui donne plutôt le bénéfice du doute, comme il nous est recommandé de le faire ». Il maintient les termes de son éloge : « Un Juif qui est tué parce qu'il est juif devrait certainement être appelé un martyr, tout comme nous parlons de martyrs de la Shoah sans chercher à savoir comment ils ont vécu leur vie auparavant ». Ce n'est qu'après cette publication que les affirmations de Lior sont dénoncées par un membre du cabinet ministériel, le ministre de l'immigration Yair Tsaban, qui déclare : « En faisant du méprisable assassin Baruch Goldstein un martyr assimilable aux martyrs de la Shoah, parce qu'il a été tué par des non-Juifs, Lior se révèle être un adorateur d'idoles qui n'a pas la moindre parcelle de moralité, juive ou pas. ».
Yigal Amir, le futur assassin du premier ministre israélien Yitzhak Rabin, assista à la cérémonie funéraire. Plusieurs centaines de personnes sont venues se recueillir sur sa tombe depuis sa mort, une demi-douzaine dansant et chantant.

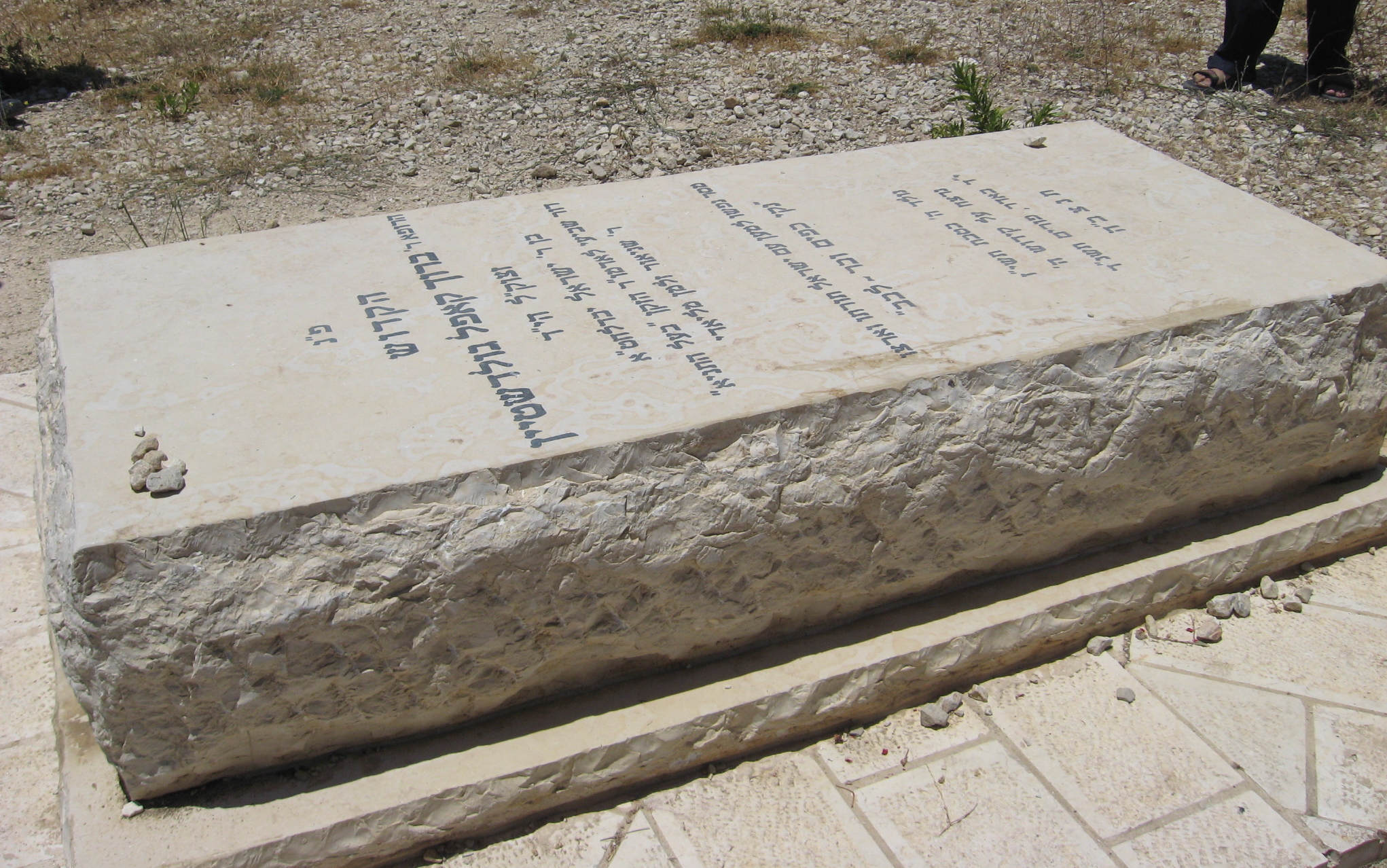
La tombe du terroriste Baruch Goldstein à Kiryat Arba, unique vestige de son mausolée détruit en 1999. L'épitaphe précise : « Ci-gît l'homme saint, le Dr Baruch Goldstein, qui a sacrifié sa vie pour le peuple d'Israël, sa Torah et sa terre ».

Le parlement israélien a voté en 1998 une loi interdisant l’édification de mausolées à la mémoire d'auteurs d'actes de terrorisme et contraignant la destruction de ceux déjà édifiés. En 1999, en application de la loi édictée l'année précédente, l’armée israélienne détruit le mausolée édifié pour Goldstein, n'en préservant que la pierre tombale,.
En 2013, des cérémonies commémoratives ont encore lieu en son honneur, comme chacune des années passées, dans le cimetière de Kiryat Arba.
En 2018 la tombe de Baruch Goldstein continue d'être révérée par des extrémistes juifs israéliens.